# Piemia
La piemia è una complicazione correlata alla setticemia, che porta alla formazione generalizzata di ascessi. È causata quasi sempre dallo Staphylococcus aureus, batterio Gram+ asporigeno. Prima dell'introduzione degli antibiotici era quasi sempre letale.
Oltre ai caratteristici ascessi, la piemia presenta gli stessi sintomi di altre forme di setticemia.

## Sintomi
La malattia è caratterizzata da un'alta temperatura corporea intermittente con brividi ricorrenti; con vari processi metastatici in varie parti del corpo, soprattutto nei polmoni, determinando polmonite settica; ed empiema.

## Trattamento
Gli antibiotici sono quasi sempre efficaci. Il trattamento profilattico consiste nella prevenzione di fenomeni di suppurazione.

## Tipi di piemia
- arteriosa: piemia derivante dal rilascio di emboli da un trombo nei vasi del cuore.
- criptogenetica: piemia la cui origine si trova nei tessuti più profondi.
- metastatica: ascessi multipli derivanti dalla piemia di trombi infetti,
- portale: infiammazione suppurativa della vena porta.